# Walther Hahm
Walther Hahm (21 de diciembre de 1894 - 11 de agosto de 1951) fue un general alemán durante la II Guerra Mundial que ocupó varios mandos a nivel de división y cuerpo. Fue condecorado con la Cruz de Caballero de la Cruz de Hierro con Hojas de Roble de la Alemania Nazi.

## Condecoraciones
- Cruz de Hierro (1914) 2,ª Clase (3 de diciembre de 1914) & 1.ª Clase (4 de septiembre de 1917)[1]
- Broche de la Cruz de Hierro (1939) 2.ª Clase (27 de mayo de 1940) & 1.ª Clase (12 de junio de 1940)[1]
- Cruz de Caballero de la Cruz de Hierro con Hojas de Roble
  - Cruz de Caballero el 15 de noviembre de 1941 como Oberst y comandante del Infanterie-Regiment 480[2]
  - 676.ª Hojas de Roble el 9 de diciembre de 1944 como Generalleutnant y comandante de la 389.Infanterie-Division[3]